# Flobots
Flobots est un groupe de hip-hop et rock alternatif américain, originaire de Denver, dans le Colorado.

## Biographie

### Origines (2000-2005)
Formé en 2000 par Jamie « Jonny 5 » Laurie, le groupe publie un album l'année suivante, Onomatopoeia, sous le nom de Jonny 5 and Yak. Laurie s'associe  à cette période au producteur Farhad Ebrahimi, a.k.a. Yahktoe. Ensemble, ils publient Onomatopoeia en 2001, et la chanson-titre finit dans une compilation du club de composition du MIT, l'université de Yahktoe. Elle est interprétée par David Gralow à la guitare, Terrence Favors au violoncelle et Jaymz Haynes à la basse.

### PlatypusetFight with Tools(2005–2008)
Après une séparation, Jonny 5 reforme un groupe avec un autre rappeur de Denver, Brer Rabbit, et choisit de prendre le nom de Flobots. Ils sont rejoints par ceux qui composent actuellement le groupe et sortent un album en 2005, Flobots present... Platypus. La présence d'un violon alto et d'une trompette dans leur musique – tout comme le fort contenu politique de leurs textes, notamment contre la guerre en Irak – les fait connaître rapidement dans leur ville natale.
Lors d'un concours animé par une radio de Denver, le groupe s'inscrit en interprétant le morceau Handlebars. Le sextuor est vainqueur, non seulement du concours de la meilleure chanson, mais également de la meilleure performance sur scène. La radio diffuse largement le titre qui devient très populaire durant l'année 2007.
En avril 2008, le groupe est approché par le label Universal Republic et signe un contrat pour deux albums. Afin d'appuyer la sortie de Fight with Tools, Flobots fait l'affiche de plusieurs festivals, jouant aux côtés de groupes comme Metallica, The Offspring, The Raconteurs ou encore Scars on Broadway.

### Survival Story(2009–2014)

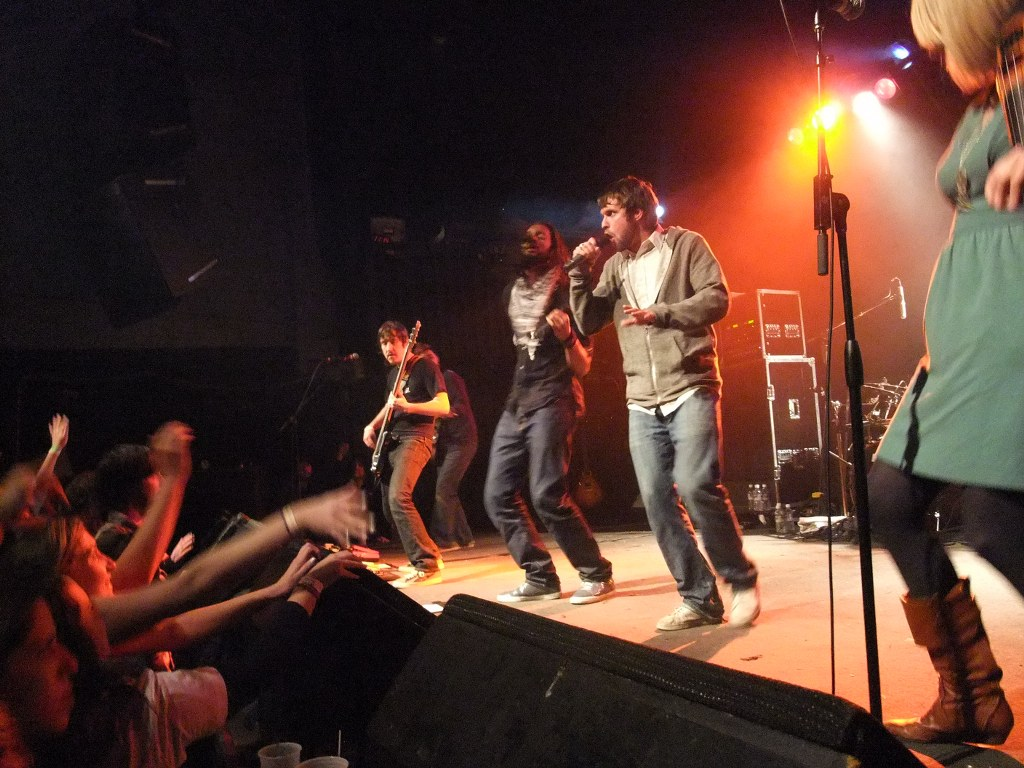
Flobots en 2009.

Le 17 février 2009, Flobots annonce sur MySpace un nouvel album. En septembre 2009, le groupe termine son deuxième album. Ils annoncent sur YouTube le titre, Survival Story. L'album est publié le 16 mars 2010. Le principal single de l'album s'intitule White Flag Warrior, avec Tim McIlrath de Rise Against. Il est produit par Mario Caldato, Jr., mieux connu pour ses travaux avec The Beastie Boys.
En décembre 2010, ils se séparent d'Universal Republic Records. Brer Rabbit explique que cette séparation s'est faite mutuellement entre le groupe et le label.
En été 2011, le guitariste Andy « Rok » Guerrero quitte le groupe à cause de divergences créatives, et s'occupe de son propre projet, Bop Skizzum. 
Le 17 septembre 2011 en jouant au Gallogly Events Center, UCCS, de Colorado Springs, les Flobots annoncent un nouvel album en 2012 intitulé Stop the Apocalypse. Ils jouent aussi une nouvelle chanson intitulée The Circle in the Square. Leur nouvel album sera finalement intitulé The Circle in the Square et publié le 28 août 2012. En 2013 et 2014, les Flobots jouent un concert gratuit à Jefferson County, Colorado, pour le festival annuel A Day Without Hate rally.

### No Enemies(depuis 2015)

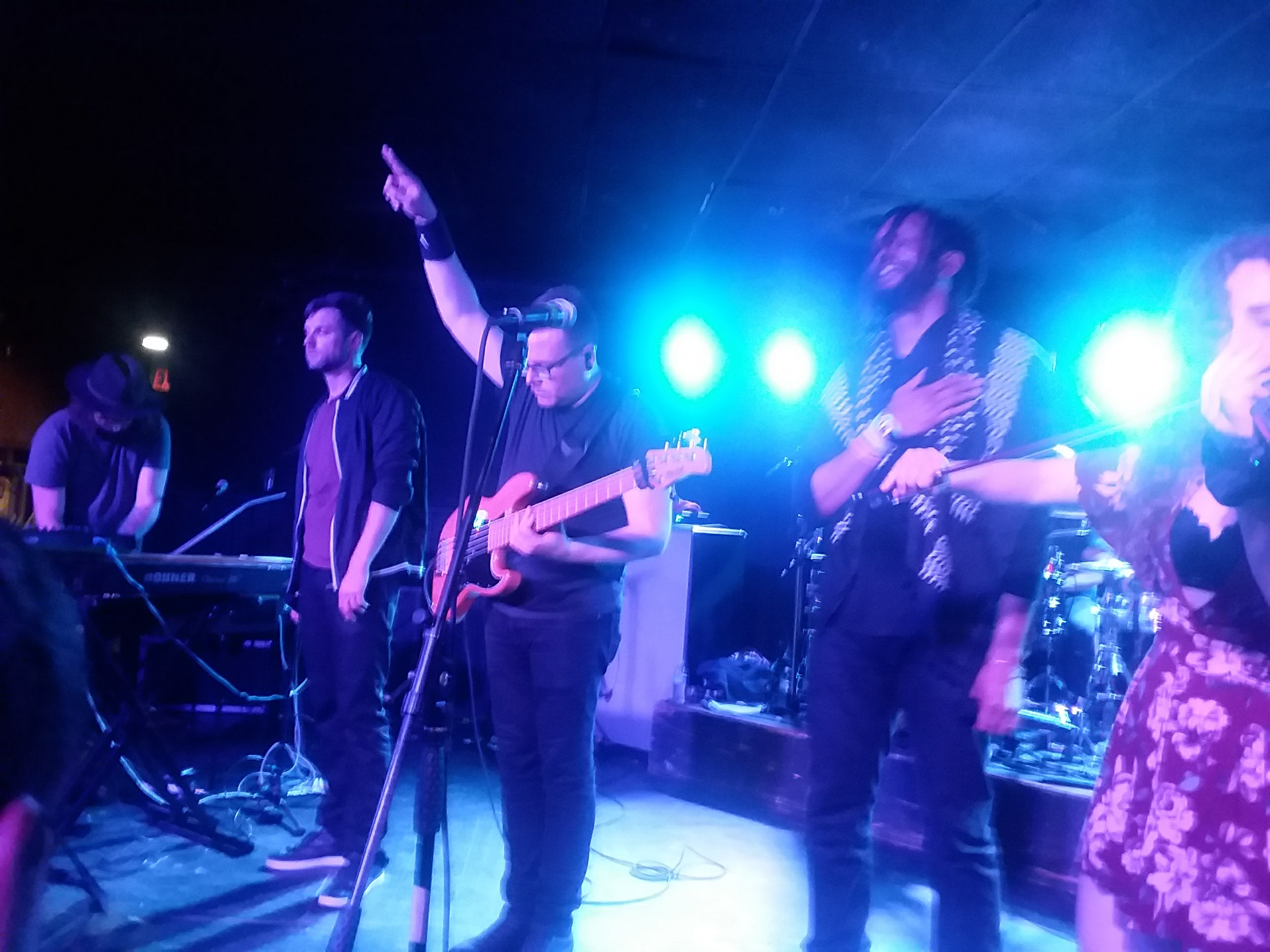
Flobots en concert à Lawrence, en juin 2017.

En 2015, ils annoncent un nouvel album intitulé No Enemies, qui traitera de sujets comme le changement climatique et la réforme de l'immigration. Le groupe appellera aux dons pour financer via Kickstarter leurs deux nouveaux albums.
Le 8 novembre 2016, Flobots publie une chanson sur leur SoundCloud, Rattle the Cage. La chanson est publiée plus tôt que prévu en réponse aux résultats de l'élection présidentielle de 2016.
Le 20 janvier 2017, ils publient la chanson politique Pray le même jour que l'inauguration de Donald Trump.
En mars 2017, Flobots s'associe à Wonderbound pour créer Hip-hop ballet.
Le 5 mai 2017, No Enemies est publié et s'inspire de Vincent Harding, mentor du groupe.

## Membres

### Membres actuels
- Jamie « Jonny 5 » Laurie – chant (depuis 2005)
- Stephen « Brer Rabbit » Brackett – chant (depuis 2005)
- Kenny « KennyO » Ortiz – batterie (depuis 2005)

### Anciens membres
- Andy « Rok » Guerrero – guitare, chant (2000-2011)
- Jesse Walker – basse (2005-2014)

## Discographie

### Albums studio
- 2001 : Onomatopoeia (sous le nom Jonny 5 and Yak)
- 2007 : Fight with Tools
- 2010 : Survival Story
- 2012 : The Circle in the Square
- 2017 : Noenemies[14]

### EP
- 2005 : Flobots Present... Platypus
- 2009 : Live at House of Blues Anaheim, CA